# Episodi di The Big Story (prima stagione)
La prima stagione della serie televisiva The Big Story è stata trasmessa in anteprima negli Stati Uniti d'America dalla NBC tra il 16 settembre 1949 e il 1º settembre 1950.
| nº | Titolo originale                                    | Titolo italiano | Prima TV USA      | Prima TV Italia |
| -- | --------------------------------------------------- | --------------- | ----------------- | --------------- |
| 1  | Frank Shenkel of the Pittsburgh Sun Telegraph       |                 | 16 settembre 1949 |                 |
| 2  | Harry Reutlinger of the Chicago Herald              |                 | 30 settembre 1949 |                 |
| 3  | John Ellert of Evansville, Indiana                  |                 | 14 ottobre 1949   |                 |
| 4  | Andrew J. Viglietta of the Long Island Star Journal |                 | 28 ottobre 1949   |                 |
| 5  | Joseph Clark, Philadelphia Reporter                 |                 | 11 novembre 1949  |                 |
| 6  | Julian Housman, Richmond Reporter                   |                 | 25 novembre 1949  |                 |
| 7  | Wesley Chalk, Pensacola Florida Reporter            |                 | 9 dicembre 1949   |                 |
| 8  | George Goodwin, Atlanta Georgia Reporter            |                 | 23 dicembre 1949  |                 |
| 9  | Gerald Gunthrup, Oneonta Reporter                   |                 | 6 gennaio 1950    |                 |
| 10 | Margaret Daney, Toledo Ohio Reporter                |                 | 20 gennaio 1950   |                 |
| 11 | George Cox of the Mobile Press Register             |                 | 3 febbraio 1950   |                 |
| 12 | Herb Mayer of the New Orleans Item                  |                 | 17 febbraio 1950  |                 |
| 13 | Harry McCormack, Texas Reporter                     |                 | 3 marzo 1950      |                 |
| 14 | Nellie Kenyon, Chattanooga Reporter                 |                 | 17 marzo 1950     |                 |
| 15 | Eugene Travis, Memphis Tennessee Reporter           |                 | 31 marzo 1950     |                 |
| 16 | Woody Baron of the Waco News Tribune                |                 | 14 aprile 1950    |                 |
| 17 | Kathryn Steffan of the Norfolk (VA) Ledger-Dispatch |                 | 28 aprile 1950    |                 |
| 18 | C.A. Paul, Charlotte N.C. Reporter                  |                 | 12 maggio 1950    |                 |
| 19 | James Fusco, Reporter                               |                 | 26 maggio 1950    |                 |
| 20 | Harry Romanoff, Chicago Reporter                    |                 | 9 giugno 1950     |                 |
| 21 | Harold Friedenberg, Boston Reporter                 |                 | 23 giugno 1950    |                 |
| 22 | Edward Griffin, Syracuse Reporter                   |                 | 7 luglio 1950     |                 |
| 23 | Edward Freeman, Baltimore Reporter                  |                 | 21 luglio 1950    |                 |
| 24 | Roy J. Battersby, New York Reporter                 |                 | 4 agosto 1950     |                 |
| 25 | Howard Beaufait, Cleveland Reporter                 |                 | 18 agosto 1950    |                 |
| 26 | Eugene Travis, Memphis Tennessee Reporter           |                 | 1º settembre 1950 |                 |